# David Starčević
David Starčević, född 1840 i närheten av Gospić, död 18 november 1908 i Jastrebarsko, var en kroatisk politiker. Han var brorson till Ante Starčević. 
Starčević, som var advokat, stod liksom farbrodern i häftig opposition mot regeringen. Han uteslöts ur kroatiska lantdagen 1887 och dömdes samma år för bedrägeri till två och ett halvt års fängelse.